# Pseudomyrmex salvini
Pseudomyrmex salvini es una especie de hormiga del género Pseudomyrmex, subfamilia Pseudomyrmecinae. Esta especie fue descrita científicamente por Forel en 1899.

## Distribución
Se encuentra en Guatemala y México.